# Gare de Longroy - Gamaches
Gare de Longroy - Gamaches vasútállomás Franciaországban, Longroy településen.

## Vasútvonalak
Az állomást az alábbi vasútvonalak érintik:
- Épinay-Villetaneuse–Le Tréport-Mers-vasútvonal

## Kapcsolódó állomások
A vasútállomáshoz az alábbi állomások vannak a legközelebb:
- Gare de Blangy-sur-Bresle
- Gare d’Eu